# ديكلان ماكدونل
ديكلان ماكدونل (بالإنجليزية: Declan McDonnell)‏ هو سياسي أيرلندي، ولد في 1948.